# 해적전대 고카이저 vs. 우주형사 갸반 THE MOVIE
《고카이저 VS 우주형사 갸반 THE MOVIE》(일본어: 海賊戦隊ゴーカイジャーVS宇宙刑事ギャバン THE MOVIE 가이조쿠 센타이 고카이쟈 VS 우추켄지 갸반 THE MOVIE[*])은 《슈퍼 전대 시리즈》의 제35번째를 기념하여, 토에이와 이시노모리 프로덕션이 제작한 영화이다. 《슈퍼 전대 시리즈》 35년째 작품과 《메탈 히어로 시리즈》의 30주년 기념작이다.

## 개요
슈퍼 전대 35작품 기념과 우주 형사 시리즈 30주년 기념 작품이다. 슈퍼 전대 시리즈 제35탄 《해적전대 고카이저》와 우주 형사 시리즈 메탈 히어로 시리즈 제1탄 《우주형사 갸반》크로스 오버 작품이며, 《극장판 염신전대 고온저 vs. 게키레인저》에서 이어지는 슈퍼 전대 시리즈 제4탄이다. 슈퍼 전대와 우주 형사의 크로스 오버 최초로 등장했다. 슈퍼 전대 VS 시리즈는 기본적으로 방송시 당해 연도와 전년도의 작품이 공연하고 있지만, 슈퍼 전대의 전작인 《천장전대 고세이저》는 《고카이저 고세이저 슈퍼 전대 199 히어로 대결전》입니다로 공동 출연하고 있던 것이나, 2012년 우주 형사 시리즈가 탄생 한 지 30주년이되는 고비이며, 전술 한 바와 같이 슈퍼 전대 시리즈 35편과 우주 형사 시리즈 30주년 더블 기념작으로 본작이 제작된다. 동시에이 작품을 발판으로 같은 해 10월 공개의 《우주 형사 갸반 THE MOVIE》가 제작되었다.
또한 과거의 「슈퍼 전대 축제」과 같이 새로운 전대 《특명전대 고버스터즈》가 방송 시작에 앞서 선행 등장하고 있다. (그러나 고버스터즈 고카이저와 갸반과 직접 대면하고 있지 않다).
전국 263 스크린에서 개봉되어 2012년 1월 21일, 22일의 첫날 2일간 흥행 수입 1억 6,075만엔, 동원 15만 9,227명으로 영화 관객 동원 랭킹 (흥행 통신사 조사)에서 첫 등장 2정도가 되었다.

## 스토리
고카이저가 고카이가 레온으로 항해 중 갑자기 거대한 우주선이 출현했다. 그 위에 은백색으로 빛나고 컴뱃 슈트의 전사가 된다. 그가 전 은하에 그 이름이 알려진 우주 형사 갸반이었다. 갸반의 압도적인 힘으로 고카이저는 패해 체포되고 만다.
하지만 갸반은 잔갸쿠의 교활한 음모에 연루됐으며, 잔갸쿠는 갸반을 다 하고 마귀 하늘 공간에 가두어 버렸다. 배틀 도중 갸반과 마음을 나눈 고카이저는 있을 수 없는 천재지변에 가득하다 위험한 마공 공간에서 갸반을 구하러 뛰어들어갔다.

## 출연작
- 캡틴 마벨러스 / 고카이 레드 - 오자와 료타
- 조 깁켄 / 고카이 블루 - 야마다 유키
- 루카 밀피 / 고카이 옐로 - 이치미치 마오
- 돈 도코이어 / 고카이 그린 - 시미즈 카즈키
- 아임 드 파미유 / 고카이 핑크 - 코이케 유이
- 이카리 가이 / 고카이 실버 - 이케다 준야
- 이치조지 레츠 (갸반)/아케보노 시로 (배틀 케냐)(배틀 피버 J)/오우메 다이고로 (덴지 블루)(전자전대 덴지맨) - 오오바 켄지
- 네비 (목소리) - 타무라 유카리
- 고카이 핑크의 아버지 (목소리) - 하마다 하루키

### 조연 배우
- 바스코 타 조로키아 (인간/완전체 목소리) - 호소가이 케이
- 사리 (목소리) - 고구민
- 대장 제라싯트 (목소리) - 사쿠라이 타카히로
- 아쿠도스 길 (목소리) - 오가와 신지
- 아슈라다 (목소리) - 사노 시로
- 다이랜드 (목소리) - 에바라 마사시
- 인산 (목소리) - 이노우에 키쿠코
- 레드 버스터 (목소리) : 스즈키 카즈히로(특명전대 고버스터즈)
- 블루 버스터 (목소리) : 바바 료마(특명전대 고버스터즈)
- 옐로 버스터 (목소리) : 코미야 아리사(특명전대 고버스터즈)

### SPECIAL THANKS
- 야츠 덴 와니 (목소리) - 츠쿠이 쿄세이(폭룡전대 아바레인저)
- 요환밀사 반큐리어 (목소리) - 와타나베 미사(마법전대 마지레인저)
- 바람의 시즈카 - 야마사키 마미 (굉굉전대 보켄저)
- 변환의 월광 (목소리) - 긴가 반조(굉굉전대 보켄저)
- 바에 (목소리) - 이시다 아키라(수권전대 게키레인저)
- 요고슈타인 (목소리) - 야나다 키요유키(염신전대 고온저)
- 키타네이더스 (목소리) - 마도노 미츠아키(염신전대 고온저)
- 케가레시아 - 오이카와 나오(염신전대 고온저)